# Amphipoea castaneo-albo
Amphipoea castaneo-albo là một loài bướm đêm trong họ Noctuidae.